# VMA21
VMA21 (англ. VMA21, vacuolar ATPase assembly factor) – білок, який кодується однойменним геном, розташованим у людей на довгому плечі X-хромосоми. Довжина поліпептидного ланцюга білка становить 101 амінокислот, а молекулярна маса — 11 354.
| 10         |  | 20         |  | 30         |  | 40         |  | 50         |
| ---------- |  | ---------- |  | ---------- |  | ---------- |  | ---------- |
| MERPDKAALN |  | ALQPPEFRNE |  | SSLASTLKTL |  | LFFTALMITV |  | PIGLYFTTKS |
| YIFEGALGMS |  | NRDSYFYAAI |  | VAVVAVHVVL |  | ALFVYVAWNE |  | GSRQWREGKQ |
| D          |  |            |  |            |  |            |  |            |

A: Аланін

D: Аспарагінова кислота

E: Глутамінова кислота

F: Фенілаланін

G: Гліцин

H: Гістидин

I: Ізолейцин

K: Лізин

L: Лейцин

M: Метіонін

N: Аспарагін

P: Пролін

Q: Глутамін

R: Аргінін

S: Серин

T: Треонін

V: Валін

W: Триптофан

Задіяний у такому біологічному процесі, як альтернативний сплайсинг. 
Локалізований у мембрані, ендоплазматичному ретикулумі, цитоплазматичних везикулах.